# Pieczarowce
Pieczarowce (Heteropsomyinae) – wymarła podrodzina ssaków z rodziny kolczakowatych (Echimyidae).

## Zasięg występowania
Podrodzina obejmowała gatunki występujące na Karaibach.

## Podział systematyczny
Do pieczarowców zaliczane są następujące rodzaje:
- Brotomys G.S. Miller, 1916 – hispaniolek
- Boromys G.S. Miller, 1916 – grotoszczur
- Heteropsomys Anthony, 1916 – pieczarowiec
- Puertoricomys C.A. Woods, 1989 – jedynym przedstawicielem był Puertoricomys corozalus (E.E. Williams & Koopman, 1951)